# 長尾寧音
長尾 寧音（ながお しずね、1995年8月17日 - ）は日本のファッションモデル、女優である。
北海道出身。スターダストプロモーション所属。

## 略歴・人物
- 2007年9月、「スターダストプロモーション芸能3部オーディション」で約1万人の参加者の中からグランプリに選出。時に12歳であった[2][3]。オーディションに参加した理由は、母親の友達にと誘われた為[4]。最終審査ではヒップホップダンスを披露した。
- 2010年4月3日、同事務所所属のグループであるももいろクローバー（現：ももいろクローバーZ）が秋葉原UDXシアターで行われたライブにゲスト出演。「最強パレパレード」をメンバーと共にコラボした[5]。
- 2016年3月に札幌大学女子短期大学部キャリアデザイン学科を卒業[6][7]。入学式では生徒代表として宣誓文を読み上げた他[6]、中国の恵州学院に交換留学したこともある[8]。
- 短大卒業後もしばらく札幌在住のまま東京と往復しながら活動をしていたが、2017年7月から上京[9]。
- 趣味は一輪車と散歩
- 特技はダンスとピアノ、掃除
- 好きな食べ物は山崎製パンの北海道チーズ蒸しケーキ
- 日本のプロ野球では北海道日本ハムファイターズがファン。
- 妹が1人いる[10]。
- 小山百代とは小学生のときに札幌で同じレッスンを受けて以来の仲である[11]。
- やっぱり猫が好きの大ファン

## 出演

### テレビドラマ
- アキの家族（2010年4月2日 - 16日、札幌テレビ） - 蒲田友梨香 役
- グーグーだって猫である 第3話（2014年11月1日、WOWOW） - 石川莉奈（中学時代） 役
- 4号警備（2017年4月8日、NHK総合）
- アイカツプラネット!（2021年1月24日-6月27日テレビ東京） - 梅小路響子 / ビート（声） 役[12]
- Sister 第1話（2022年10月20日、読売テレビ）

### バラエティ
- あにレコTV (2021年9月14日、テレビ東京)
- トレンド☆サプリ（2017年 - 2022年10月29日、札幌テレビ）- .st（ドットエスティ）

### 舞台
- ハイパープロジェクション演劇「ハイキュー!!」 - 清水潔子 役[13]
  - 「ハイキュー!!」“進化の夏”（2017年9月8日 - 10月29日、TOKYO DOME CITY HALL 他）[14][15]
  - 「ハイキュー!!」“はじまりの巨人”（2018年4月28日 - 6月8日、日本青年館ホール 他）[16][17]
  - 「ハイキュー!!」“最強の場所（チーム）”（2018年10月20日 - 12月16日、TOKYO DOME CITY HALL 他）[18][19]
- 舞台『血界戦線』 - チェイン・皇 役
  - 舞台『血界戦線』（2019年11月2日 - 10日、天王洲 銀河劇場 / 11月14日 - 17日、梅田芸術劇場 シアター・ドラマシティ）
  - 舞台『血界戦線』Beat Goes On（2020年11月20日 - 29日、天王洲 銀河劇場 / 12月3日 - 6日、メルパルクホール大阪）
  - 舞台『血界戦線』Blitz Along Alone（2021年10月22日 - 31日、天王洲 銀河劇場 / 11月4日 - 7日、梅田芸術劇場 シアター・ドラマシティ）[20]
- 隣に推しが住んでいるんだが（2023年8月4日 - 13日、シアターサンモール）[21]
- バンク パック（2024年6月1日 - 10日、紀伊國屋サザンシアター TAKASHIMAYA）

### 映画
- 5windows（2012年10月27日、boid、瀬田なつき監督） - ユキ 役（映画初出演）
- PARKS パークス（2017年4月22日公開、瀬田なつき監督）- 理沙 役
- ふるさとからの贈り物（2019年5月13日公開、高澤和仁 監督）（セミドキュメンタリー）[22]
- 劇場版アイカツプラネット!（2022年7月15日公開） - 梅小路響子 / ビート（声） 役

### ゲーム
- アイカツプラネット!（2020年12月10日-2023年3月30日データカードダス） - ビート役

### CM
- 尾崎商事 カンコー学生服（2009年8月 - 2011年7月）
- 西友
  - 夏ギフト（2010年6月 - 8月）
  - 冬ギフト（2010年11月 - 2011年1月）
- 吉田学園（2011年3月 - 2012年3月）
- サントリー×サーモス MY BOTTLE DRINK drop（2013年8月 - ）[注 1]
- コロプラ 東京カジノプロジェクト 「カイジと美女編」（2015年7月 - 2016年1月）
- NTT docomo （2015年9月 - 2015年12月）
- 日本コカ・コーラ GEORGIA（2015年9月 - 2016年10月）
- ノーザンホースパーク Deard BUENA VISTA（2015年9月 - 2016年9月）
- 常口アトム （2016年1月 - 2016年3月）
- モスバーガー （2016年5月 - 2016年8月）
- 北海道Honda Cars ハイブリッド 4WD（2019年7月 - ）
- アサヒビール スーパードライ WEB CM「ビールって、苦いだけじゃない。」篇（2021年10月 - ）

### 広告
- 4丁目プラザ（2010年）
- 京王電鉄 キラリナ京王吉祥寺（2014年4月 - 2019年4月）[3][4]

### MV
- ELIXIA 「Beautiful Euphoria」（2011年12月21日）
- momo 「大好きだよ」（2011年4月27日）
- FOLKS 「冬の向日葵」（2015年2月25日）[23]

### 雑誌
- ハナチュー（2008年2月、主婦の友社）

### 楽曲
- データカードダス「アイカツプラネット!」1弾楽曲（2020年12月10日配信） - STARRY PLANET☆の響子として
  - STARRY PLANET☆「HAPPY∞アイカツ！」
  - 舞桜・るり・響子・栞 from STARRY PLANET☆「Bloomy＊スマイル」
  - 舞桜・響子 from STARRY PLANET☆「キラリ☆パーティ♪タイム」